# Herbert Klein (Historiker, 1900)

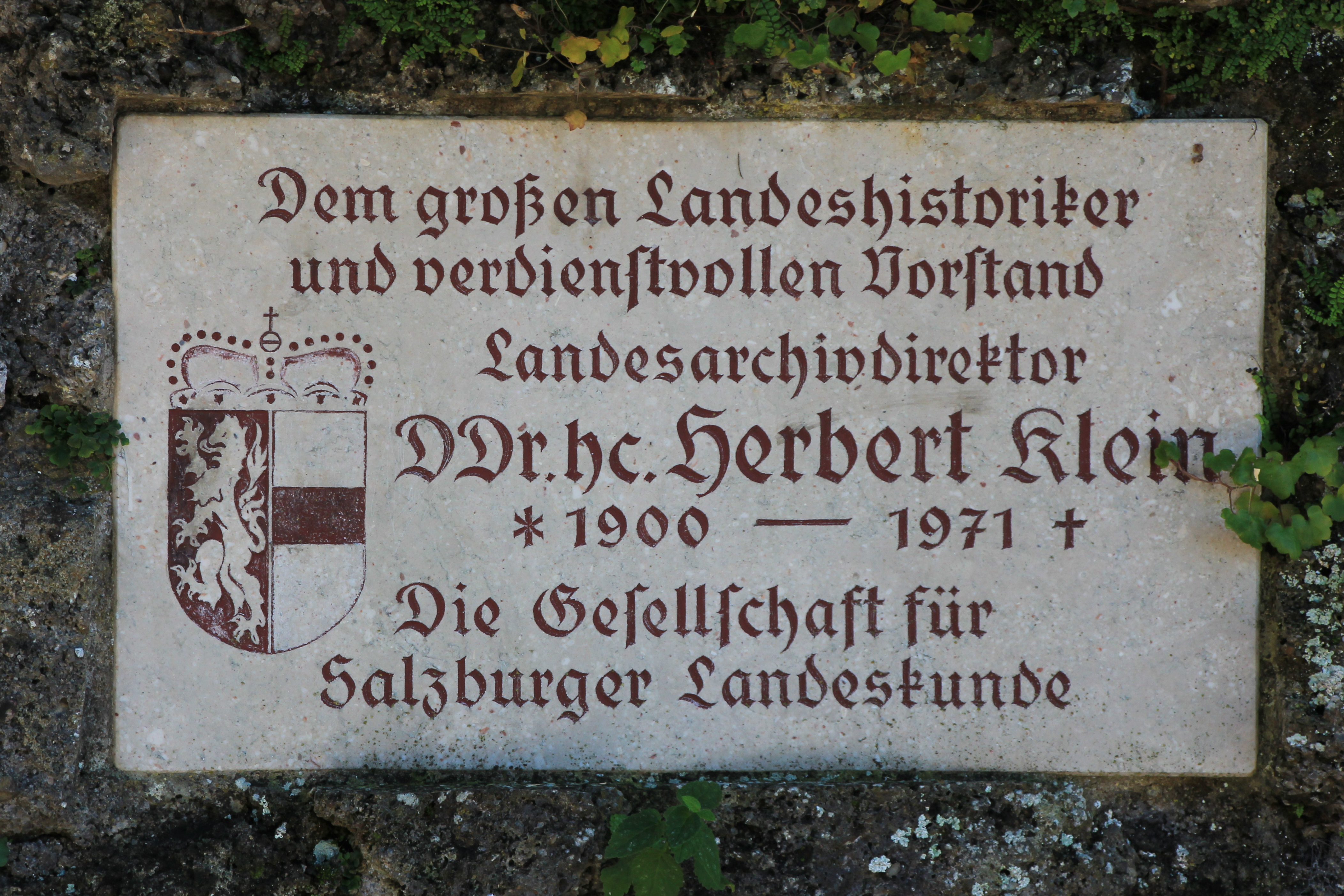
Gedenktafel für Herbert Klein am Weg auf den Salzburger Mönchsberg mit fehlerhaftem Todesjahr

Herbert Klein (* 23. Januar 1900 in Graz; † 23. November 1972 in Salzburg) war ein österreichischer Historiker und Landesarchivdirektor.

## Biographie

### Familie
Kleins Eltern zogen kurz nach seiner Geburt von Graz nach Salzburg, wo sein Vater Josef Klein ein Fachgeschäft für Gummiprodukte eröffnete. Klein wuchs in Salzburg auf.

### Studium
Nach dem Abitur am Akademischen Gymnasium Salzburg begann Klein zunächst an der Universität Graz ein Studium der Germanistik, wechselt jedoch bald zum Studiengang Geschichte. Zwischen 1921 und 1923 absolvierte er das der Universität Wien angeschlossene Institut für Österreichische Geschichtsforschung in Wien. Im Jahr 1924 wurde er bei Oswald Redlich an der Universität Wien mit einer Arbeit über „Die Standesverhältnisse des Salzburger Domkapitels im Mittelalter“ zum Doktor der Philosophie promoviert.

### Berufstätigkeit
Franz Martin, der damalige Leiter des Salzburger Landesarchivs (gelegentlich auch Landesregierungsarchiv genannt), beschäftigte Klein ab 1924 zunächst als unbezahlten Volontär. Erst 1929 wurde er formell angestellt und 1931 zum Unterstaatsarchivar ernannt. Klein wandte sich im Rahmen seiner Forschungen bis dahin weitgehend brach liegenden Bereichen der Verfassungs-, Wirtschafts- und Sozialgeschichte zu. Basierend auf umfangreichem Quellenstudium verfasste er grundlegende Arbeiten zur Landesgeschichte.
Kurz nach dem Anschluss Österreichs beantragte Klein die Aufnahme in die NSDAP und wurde zum 1. Mai 1938 aufgenommen (Mitgliedsnummer 6.340.279). Eine bis ins Jahr 1933 zurückreichende Parteizugehörigkeit Kleins ist aufgrund von Widersprüchen in den nur lückenhaft überlieferten Unterlagen fraglich. In den Folgejahren hielt Klein Vorträge und verfasste Zeitungsartikel – meist zu historischen Salzburger Themen, die die Ideologie der nationalsozialistischen Machthaber widerspiegeln.

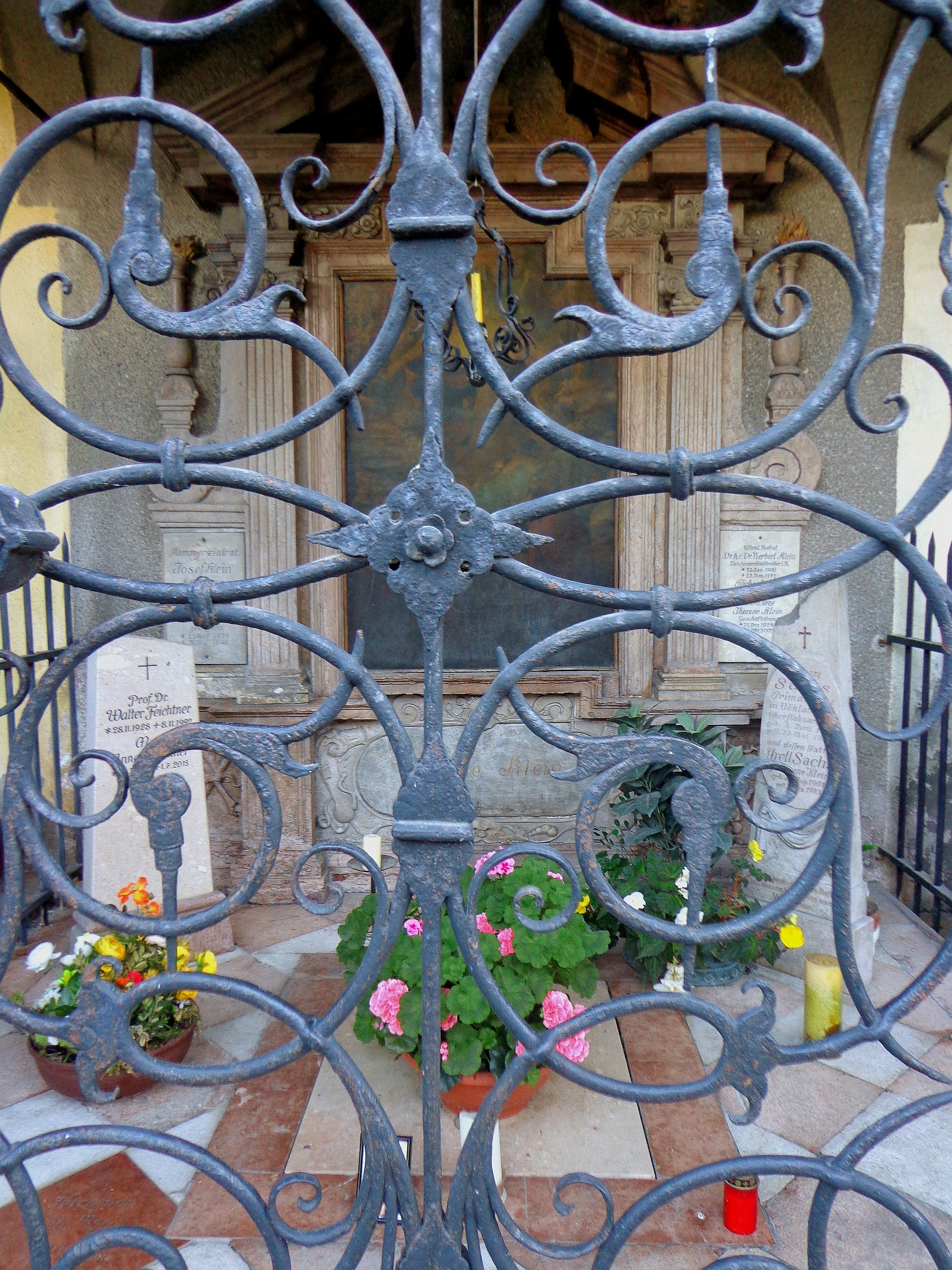
Gruft der Familie Klein auf dem Petersfriedhof Salzburg, in der auch Herbert Klein bestattet ist

Klein, der mittlerweile zum stellvertretenden Leiter des zwischenzeitlich in Reichsgauarchiv umbenannten Landesarchivs Salzburg ernannt worden war, wurde am 30. August 1945 auf Anordnung der Militärregierung aus dem Amt entlassen. Seine Wiedereinsetzung wurde abgelehnt, obwohl sich Franz Martin für seinen ehemaligen Vertreter starkmachte. Erst am 4. November 1947 wurde Klein durch einen rechtskräftigen Beschluss der zuständigen Behörde beim Magistrat der Stadt Salzburg als „minderbelastet“ eingestuft. Im August 1948 konnte er seine Tätigkeit im Salzburger Landesarchiv wieder aufnehmen, wurde jedoch erst am 1. März 1949 in seine frühere beamtete Position zurückversetzt. Nach der Pensionierung von Franz Martin übernahm Klein am 1. Januar 1950 dessen Nachfolge als Leiter des Salzburger Landesarchivs. Am 31. Dezember 1970 ging er in den Ruhestand.
Seine letzte Ruhestätte fand Herbert Klein in der Klein'schen Familiengruft auf dem Petersfriedhof Salzburg.

### Ehrenamt
Klein, der bereits seit 1939 Beirat bzw. stellvertretender Vorstand der Gesellschaft für Salzburger Landeskunde war, wurde 1951 als Nachfolger Franz Martins auch als Vorstand der Gesellschaft und Schriftleiter der Mitteilungen der Gesellschaft für Salzburger Landeskunde. Die Aufgaben in der Gesellschaft nahm er bis zu seinem Tod wahr.

## Würdigungen
- 1954: Dr. phil. h. c. der Universität Innsbruck
- 1959: Silberne Mozart-Medaille der Internationalen Stiftung Mozarteum
- 1960: Wirklicher Hofrat
- 1961: Korrespondierendes Mitglied der Österreichischen Akademie der Wissenschaften
- 1965: Ehrenbecher des Landes Salzburg
- 1967: Wappenmedaille der Landeshauptstadt Salzburg in Gold
- 1967: Großes Ehrenzeichen für Verdienste um die Republik Österreich
- 1965: Ehrenmitglied der Gesellschaft für Salzburger Landeskunde
- 1995: Dr.-Herbert-Klein-Weg in Salzburg[2]

## Veröffentlichungen (Auswahl)
- Das salzburgische Söldnerheer im 14. Jahrhundert. In: Mitteilungen der Gesellschaft für Salzburger Landeskunde (MGSL). Bd. 66. Selbstverlag der Gesellschaft für Salzburger Landeskunde, Salzburg 1926, S. 99 ff. (Digitalisat).
- Die bäuerlichen Leihen im Erzstift Salzburg. In: MGSL, Bd. 69, Salzburg 1929, S. 145 ff. (Digitalisat).
- Über Schwaigen im Salzburgischen. In: MGSL, Bd. 71, Salzburg 1931, S. 109 ff. (Digitalisat).
- Die bäuerlichen Eigenleute des Erzstifts Salzburg im späten Mittelalter (1. Teil). In: MGSL, Bd. 73, Salzburg 1933, S. 109 ff. (Digitalisat).
- Die bäuerlichen Eigenleute des Erzstifts Salzburg im späten Mittelalter (2. Teil). In: MGSL, Bd. 74, Salzburg 1934, S. 1 ff. (Digitalisat).
- Die ältesten urbarialien Aufzeichnungen des Erzstifts Salzburg. In: MGSL, Bd. 75, Salzburg 1935, S. 133 ff. (Digitalisat).
- Neue Quellen zum Salzburger Bauernaufstand 1462/63. In: MGSL, Bd. 77, Salzburg 1937, S. 49 ff. (Digitalisat).
- Eine Viehhandelsordnung aus dem Jahre 1391. In: MGSL, Bd. 77, Salzburg 1937, S. 177 ff. (Digitalisat).
- Die bäuerlichen Personennamen des Pongaus um 1350. In: Mitteilungen der Gesellschaft für Salzburger Landeskunde. Bd. 79, Salzburg 1939, S. 129 ff. (Digitalisat).
- Ritterlehen und Beutellehen in Salzburg. In: MGSL, Bd. 80, Salzburg 1940, S. 87 ff. (Digitalisat).
- mit Heinrich von Zimburg: „Gasteinerische Chronica“ 1540. Eine Quelle zur Geschichte des Salzburger Bauernkriegs 1525/26. In: MGSL, Bd. 81, Salzburg 1941, S. 1 ff. (Digitalisat).
- Das Salzburger Reichskontingent im Spanischen Erbfolgekrieg (Freiburg im Breisgau 1705-1713). In: MGSL, Bd. 81, Salzburg 1941, S. 97 ff. (Digitalisat).
- Eine Radstädter Feuerordnung der Gemeinde Eugendorf. In: MGSL, Bd. 81, Salzburg 1941, S. 122 f. (Digitalisat).
- Der Streit um das Erbe der Herren von Goldegg. In: MGSL, Bd. 82/83, Salzburg 1942/43, S. 1 ff. (Digitalisat).
- Die Bauernschaft auf den Salzburger Landtagen. In: MGSL, Bd. 88/89, Salzburg 1948/49, S. 51 ff.
- Der Saumhandel über die Tauern. In: MGSL, Bd. 90, Salzburg 1950, S. 37 ff.
- Paracelsus und der Bauernkrieg. In: MGSL, Bd. 91, Salzburg 1951, S. 176 ff.
- mit Hans Wagner: Salzburger Domherren von 1300 bis 1514. In: MGSL, Bd. 92, Salzburg 1952, S. 1 ff.
- Die Kämpfe um Radstadt am 24. Juni 1526 und das Ende des Salzburger Bauernkrieges. In: MGSL, Bd. 92, Salzburg 1952, S. 124 ff.
- Quellenbeiträge zur Geschichte der Salzburger Bauernunruhen im 15. Jahrhundert. In: MGSL, Bd. 73, Salzburg 1953, S. 1 ff.
- Ein Einkünfteverzeichnis des Erzstiftes Salzburg von 1274. In: MGSL, Bd. 95, Salzburg 1955, S. 59 ff.
- Badgastein. Die Entwicklung der Ortschaft und des Bades im Mittelalter und in der frühen Neuzeit. In: MGSL, Bd. 96, Salzburg 1956, S. 1 ff.
- Die älteren Hexenprozesse im Lande Salzburg. In: MGSL, Bd. 97, Salzburg 1957, S. 17 ff.
- mit Wolfgang Wegner: Neue Ansichten von Salzburg von Paul van Vianen. In: MGSL, Bd. 98, Salzburg 1958, S. 219 ff.
- Das große Sterben von 1348/49 und seine Auswirkung auf die Besiedlung der Ostalpenländer. In: MGSL, Bd. 100, Salzburg 1960, S. 91 ff.
- Der Fundort des „Mannes im Salz“. In: MGSL, Bd. 101, Salzburg 1961, S. 139 ff.
- Zur Geschichte der Technik des alpinen Salzbergbaues im Mittelalter. In: MGSL, Bd. 101, Salzburg 1961, S. 261 ff.
- Die Pongauer „Blutwidder“. In: MGSL, Bd. 102, Salzburg 1962, S. 93 ff.
- Die Tuchweberei am unteren Inn und der unteren Salzach im 15. und 16. Jahrhundert nach Salzburger Quellen. In: MGSL, Bd. 106, Salzburg 1966, S. 115 ff.
- Aus dem Leben des Salzburger Hofkammerrats Dr. Siegmund von Hartmann. In: MGSL, Bd. 106, Salzburg 1966, S. 293 ff.
- Gols und Muntigl. Zwei romanische Geländeformbezeichnungen. In: MGSL, Bd. 107, Salzburg 1967, S. 49 ff.
- Beiträge zur Geschichte der Stadt Salzburg im Mittelalter (1. Teil). In: MGSL, Bd. 107, Salzburg 1967, S. 115–128 (zobodat.at [PDF]).
- Beiträge zur Geschichte der Stadt Salzburg im Mittelalter (2. Teil). In: MGSL, Bd. 108, Salzburg 1968, S. 181–195 (zobodat.at [PDF]).
- Fugger und die Gesellschaft für Salzburger Landeskunde. In: MGSL, Bd. 110/111, Salzburg 1970/71, S. 457–458 (zobodat.at [PDF]).